# 14R (自動車)
14R（イチヨンアール）は、トヨタテクノクラフトが創立60周年を記念して、トヨタ・86をベースに100台限定で生産・販売を行ったコンプリートカー14R-60のイメージを踏襲した量産のコンプリートカーである。14R-60はレーシングカーに近い作りなのに対し、14Rはエアロパーツを中心とした空力パーツが装着された車両で、購入者がカスタマイズを行うことを前提としている。

## 概要
2015年2月、トヨタ・86のD型が発表となった際に同時に発表された。限定販売ではなく、トヨタディーラーで発注が可能。「14」は「2014」、「R」は「Racing」を意味する。